# Bilal Ag Acherif
Bilal Ag Acherif (ur. 1977 w Regionie Kidali, Mali) – tuareski polityk oraz przywódca rewolucyjny. Przewodniczący Przejściowej Rady Państwa Azawadu oraz pierwszy Sekretarz Generalny Narodowego Ruchu Wyzwolenia Azawadu (MNLA). 
W 1993 opuścił Mali i wyjechał do Libii, gdzie studiował politologię. Do kraju powrócił w 2010. 
26 czerwca 2012, w czasie trwania wojny domowej w Mali, został ranny podczas jednego ze starć w mieście Gao, pomiędzy bojownikami MNLA a Ruchem na rzecz Jedności i Dżihadu w Afryce Zachodniej. Zdaniem rzecznika MNLA został zabrany do Burkina Faso w celu zapewnienia opieki medycznej.